# گیوم فان تونگرلو
گیوم فان تونگرلو (انگلیسی: Guillaume Van Tongerloo؛ زادهٔ ۲۹ دسامبر ۱۹۳۳) دوچرخه‌سوار اهل بلژیک است.